# Point Chaud Sprimont (club)
Point Chaud Sprimont est un club belge de basket-ball basé dans la localité de Sprimont. 

## Histoire
Fondé en ?, le club obtient le matricule 0854.
Au fil des années, le BC Sprimont prend de l'assurance et monte de divisions en divisions, et ça autant chez les hommes que chez les dames.
La section féminine parvient à monter en division 1 à l'issue de la saison 2004/2005 alors que la section masculine ne réussie pas à aller plus haut qu'en division 2.
Mais, dans le courant de la saison 2013-2014, la direction du Point Chaud Basket Sprimont décida de cesser son activité dames et hommes à l'échelon national pour des raisons financières. 
Depuis, les deux premières équipes de PC Sprimont se retrouva en régional.

### Saisons
,
| Saison         | Division   | Rang   | Division   | Rang   |        |
| -------------- | ---------- | ------ | ---------- | ------ | ------ |
|                | Hommes     | Hommes | Femmes     | Femmes | Femmes |
| 2004-2005      | ?          | ?      | Division 2 | ?      |        |
| 2005 -2006     | ?          | ?      | Division 1 | ?      |        |
| 2006-2007      | ?          | ?      | Division 1 | ?      |        |
| 2007-2008      | ?          | ?      | Division 1 | ?      |        |
| 2008-2009      | ?          | ?      | Division 1 | ?      |        |
| 2009-2010      | ?          | ?      | Division 1 | ?      |        |
| 2010-2011      | ?          | ?      | Division 1 | ?      |        |
| 2011-2012      | ?          | ?      | Division 1 | ?      |        |
| 2012-2013      | Division 2 | 11e    | Division 1 | 5e     |        |
| 2013-2014      | Division 2 | 5e     | Division 1 | 6e     |        |
| Rétrogradation |            |        |            |        |        |